# Франциск II (король Франції)
Франци́ск II (19 січня 1544, Фонтенбло — 5 грудня 1560, Орлеан) — король Франції з династії Валуа (1559–1560 роки) та король-консорт Шотландії (1558–1560 роки).
Народився в королівському палаці Фонтенбло  у провінції Сена і Марна, син Генріха II, короля Франції і Катерини Медичі. Він був онуком Франциска I, короля Франції та герцогині Бретані Клавдії I, а також братом королів Франції Карла IX і Генріха III.

## Народження
Майбутній король Франциск II народився в сім'ї Генріха II і Катерини Медичі. Це сталося на одинадцятому році шлюбу вінценосної пари, 19 січня 1544 року. Хлопчика назвали на честь діда Франциска I. Через те, що Катерина довго не могла народити спадкоємця, вона була віддалена від свого чоловіка, який став жити зі своєю фавориткою Діаною Пуатьє.

## Дитинство

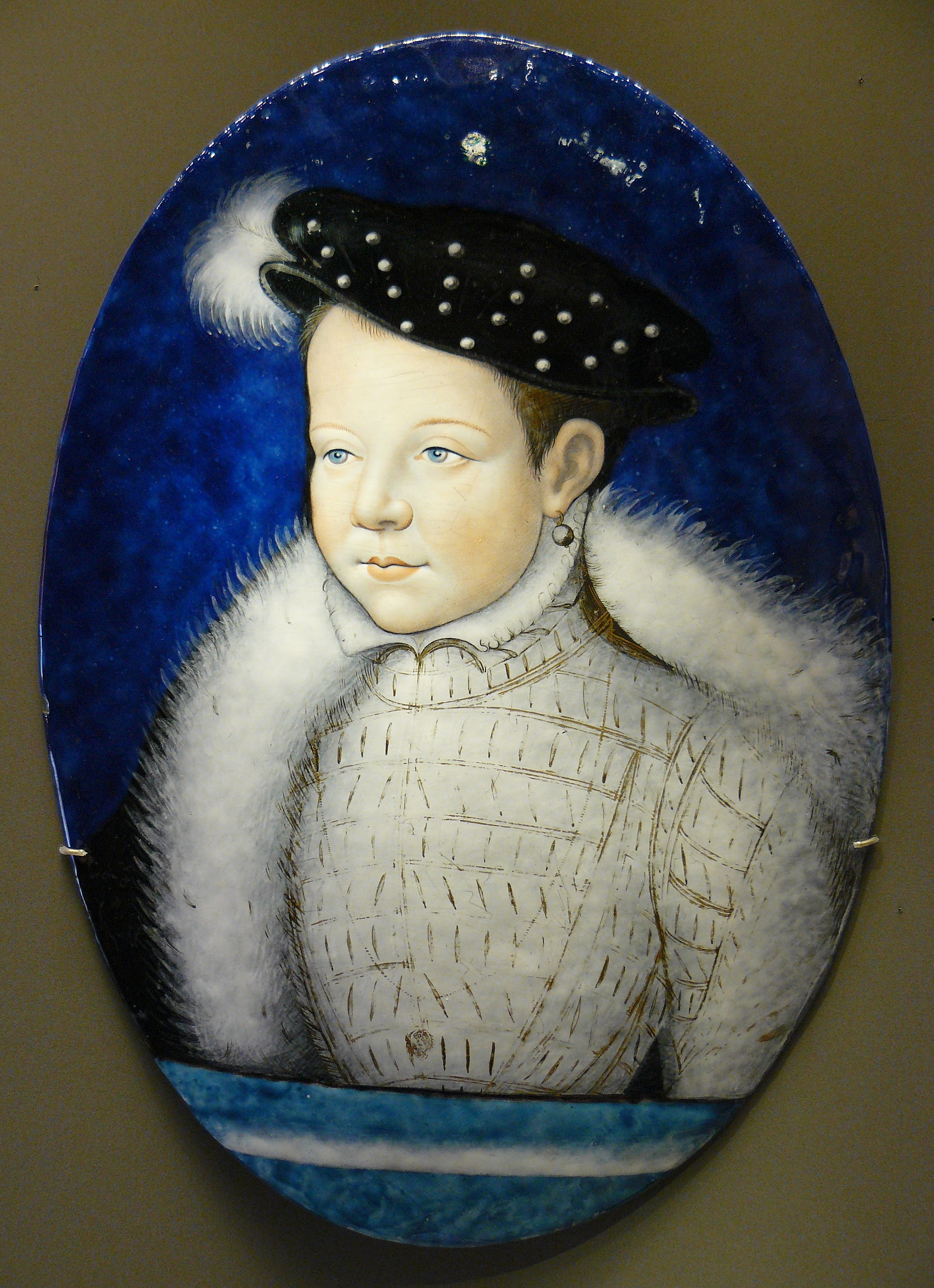
Портрет Франциска в 1551 році

Франциск II ріс в Сен-Жерменському палаці, резиденції в паризькому передмісті на березі Сени. Дитину хрестили 10 лютого 1544 року в Фонтенбло. Король-дідусь тоді ж посвятив його в лицарі. Хрещеними батьками стали Папа Римський Павло III і тітка батька Маргарита Наваррська.
У 1546 році Франциска призначили намісником у Лангедоку, а ще через рік він отримав титул дофіна — після того як помер його дід, батько Генріх II став королем. У дитини було багато наставників, у тому числі вчений-грек з Неаполя. Підростаючий спадкоємець вчився танцювати і фехтувати (це було ознакою хорошого тону в ту епоху).

## Заручини
Важливим було питання заручин і продовження династії. Генріх II вирішив, що його син отримає в дружини Марію І, королеву Шотландії. Вона народилася 8 грудня 1542 року і з перших днів отримала свій титул, тому що тоді ж помер її батько, Яків V. Фактично за неї правив найближчий родич Джеймс Гамільтон (граф Аррана).

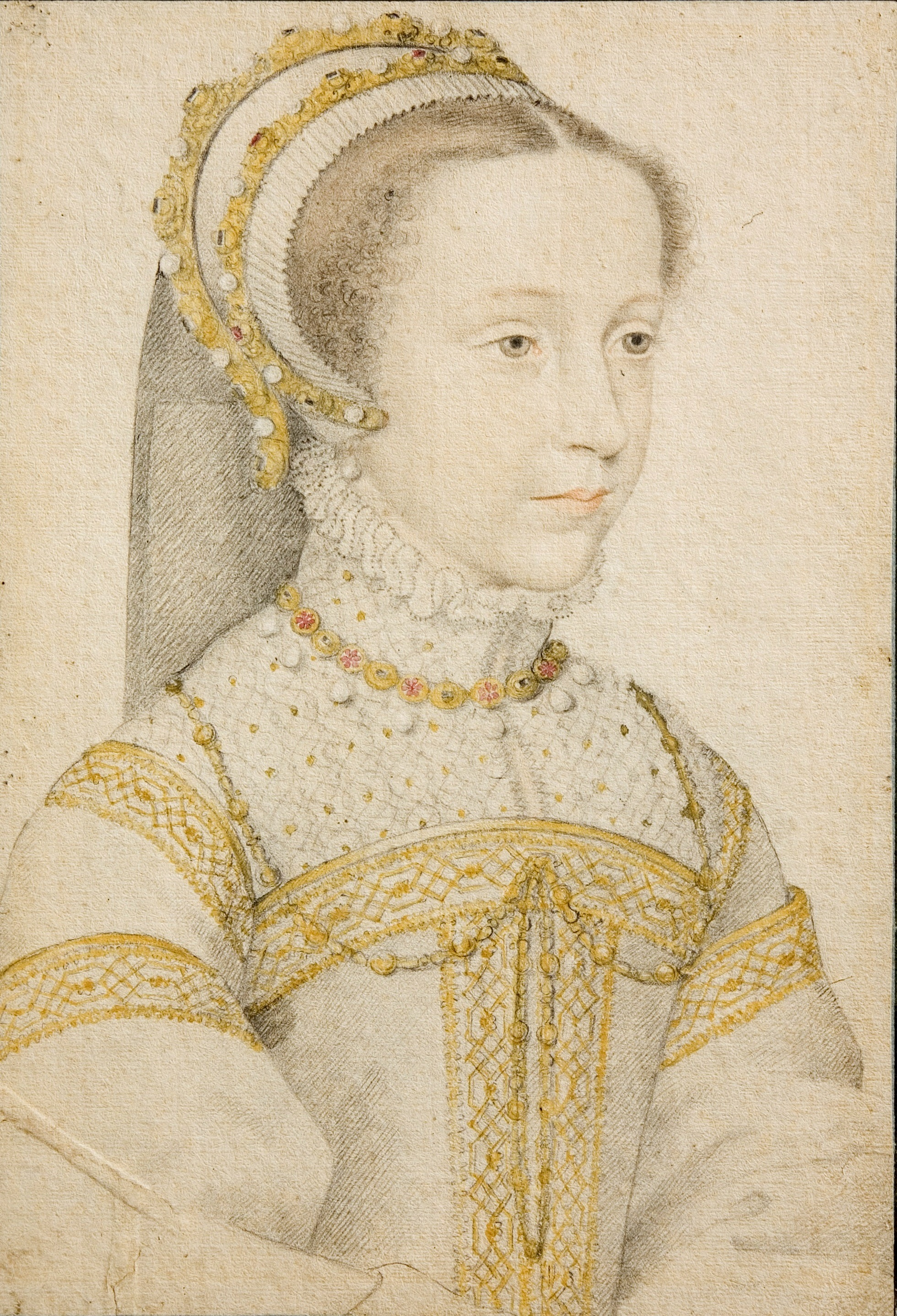
Портрет Марії, після прибуття в Францію. 1551 рік

У той час гостро стояло релігійне питання. Франція та Шотландія були католицькими країнами. Англія отримала свою протестантську церкву. Тому влади трьох країн не надто поспішали в справі укладення союзів. Коли в Шотландії нарешті перемогла «французька» партія, дворяни вирішили видати маленьку королеву за дофіна з Парижа. Ініціатором такого союзу став кардинал Девід Селф, який змістив Гамільтона.
Тоді ж в країну раптово вдерлися англійські війська. Католицькі храми руйнували, а селянські землі розоряли. Протестанти влаштували індивідуальний терор проти шотландських дворян, які не бажали йти на поступки своєму південному сусідові. Нарешті регенти Марії звернулися за допомогою до Франції. Звідти з'явилися війська в обмін на обіцяне весілля. У серпні 1548 року Марія, якій щойно виповнилося п'ять років, сіла на корабель і вирушила до майбутнього чоловіка.

## Шлюб

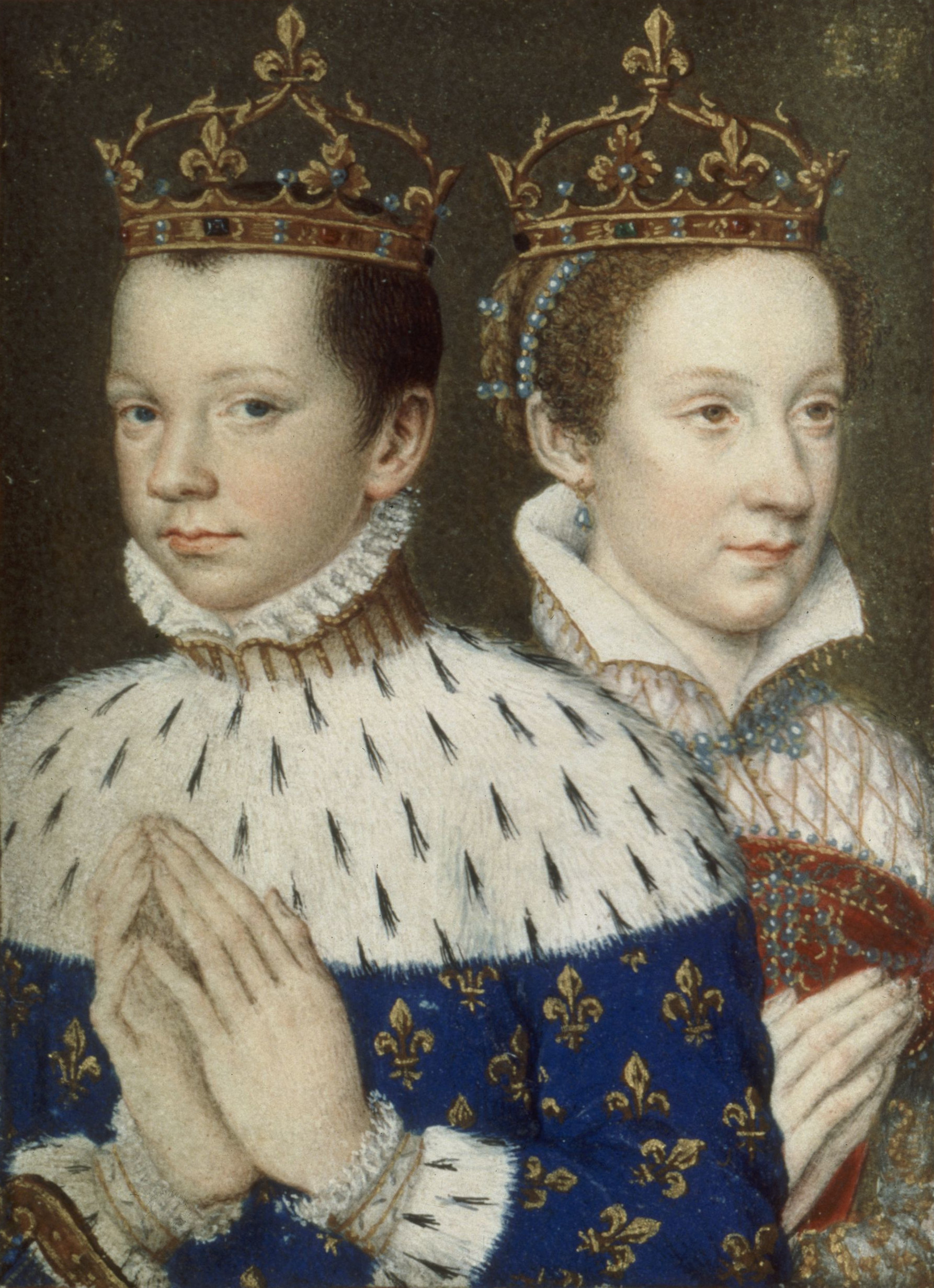
Шлюб Франциска і Марії

Дівчинка, крім усього іншого, була ще й онукою Клода Гіза — можновладця Франції і одного з найбільш впливових аристократів в країні. Він опікувався нею і допомагав при дворі до самої своєї смерті в 1560 році. Наречена була надзвичайно високою для своїх років, тоді як Франциск II, навпаки, відрізнявся малим зростом. Незважаючи на це, Генріху II майбутня невістка сподобалася, і він задоволено казав, що діти звикнуть один до одного з плином часу.
Весілля відбулася 24 квітня 1558 року. Новий шлюбний союз означав, що в майбутньому нащадки цієї пари зможуть об'єднати престоли Шотландії і Франції під одним скіпетром. Крім того, Марія була правнучкою англійського короля Генріха VII. Цей факт дав би її дітям легітимний привід вимагати престол Англії. До самої своєї смерті Франциск II залишався королем-консортом Шотландії. Цей титул не давав реальної влади, але закріплював статус чоловіка правительки. Але пара так і не завела дітей за свій короткий шлюб. Це було пов'язано з юним віком і можливими хворобами дофіна.

## Король Франції
Всього лише через рік після весілля (10 липня 1559 року) Франциск II Валуа став королем через передчасну смерть батька. Генріх II святкував весілля однієї з своїх дочок і за традицією влаштував лицарський турнір. Король змагався з одним з гостей — Габрієлем де Монтгомері. Спис графа зламався об панцир Генріха, а його осколок потрапив правителю в око. Рана виявилася смертельною, оскільки виникло тяжке запалення. Король помер, незважаючи на те, що допомогу йому надавали найкращі лікарі Європи, зокрема Андреас Везалій (основоположник сучасної анатомії). Вважають, що смерть Генріха була передбачена Нострадамусом, який, до речі, був ще живий на той момент.
21 вересня 1559 року Франциска II Валуа коронували в Реймсі. Ритуал покладання корони довірили кардиналу Шарлю де Гізу. Вінець виявився настільки важким, що придворним довелося підтримувати його. Кардинал став одним з регентів нарівні з іншим дядьком Марії з роду Гізів Франсуа. Також великий вплив на короля мала мати Катерина Медічі. Юний монарх витрачав весь свій вільний час на розваги: полював, влаштовував потішні турніри і роз'їжджав по своїх палацах.
Його небажання вникати в державні справи ще більше розпалювало ворожнечу між різними придворними кланами, що жадали проявів реальної влади. Гізи, які фактично стали правити країною, зіткнулися з безліччю внутрішніх проблем, що накладалися одна на іншу.

### Проблеми з казною
У першу чергу постало фінансове питання. Франциск II і Марія Стюарт отримали трон після декількох дорогих воєн з Габсбургами, започаткованих попередніми Валуа. Держава брала в борг у банків, наслідком чого стала заборгованість в 48 мільйонів ліврів, у той час як королівська скарбниця за рік отримувала лише 12 мільйонів ліврів доходу.
Через це Гізи почали проводити політику фінансової економії, що послужило однією з причин непопулярності в суспільстві. Крім того, брати відкладали платежі військовим. Армію взагалі значно скоротили, і багато солдат залишилося без роботи, після чого вони подалися в розбійники або брали участь в релігійних війнах, наживаючись на протистоянні всіх проти всіх. Незадоволений був і двір, що втратив звичну розкіш.

### Зовнішня політика
У зовнішній політиці Франциск II і його радники намагалися продовжити спроби по зміцненню і підтримці миру, який настав після закінчення Італійських воєн, серії збройних конфліктів, що відбулись у проміжку з 1494 по 1559 рік. Батько Франциска, Генріх II незадовго до смерті уклав Като-Камбрезький мир, що завершив останню з Італійських воєн та поклав кінець претензіям Франції на домінування в Італії. Угода складалося з двох договорів.
Перший договір було укладено між Генріхом II та королевою Англії Єлизаветою I. Згідно нього, за Францією закріпили захоплений порт Кале, але в обмін на це Париж повинен був виплатити 500 тисяч екю. Однак Гізи, зіткнувшись з масою боргів всередині країни, вирішили не платити гроші за фортецю. Час показав, що 500 тисяч екю так і залишилися тільки на папері, в той час як Кале виявився власністю Франції. Ніхто проти цього не заперечував, в тому числі й Франциск II. Біографія юного монарха красномовно говорить про те, що він взагалі не любив брати ініціативу в свої руки.

### Територіальні поступки
Другий з Като-Камбрезьких договорів був укладений між Францію і Іспанію. Він був набагато болючішим. Франція позбулася багатьох великих територій. Вона віддала Габсбургам Тьйонвіль, Марієнбург, Люксембург, а також деякі області в Шароле і Артуа. Герцог савойський (союзник Іспанії) отримав від Парижа Савою та П'ємонт. Генуезькій республіці було повернуто Корсику.
Франциску нічого не залишалося, крім як виконувати пункти договору, складеного батьком, через що Іспанія остаточно зайняла провідну позицію у Старому Світі, в той час як Франція, зайнята внутрішніми чварами, не могла цьому нічого протиставити.
В іншому пункті договору йшлося про те, що Еммануїл Філіберт (герцог Савойї) мав одружитися з тіткою Франциска, Маргаритою. Цей шлюб відбувся вже в період правління юного монарха. Інше весілля відбулася між Філіпом ІІ Іспанським і сестрою Франциска — Єлизаветою.
Також під час правління Франциска точилися тривалі переговори з іспанською короною про повернення на батьківщину заручників з обох сторін кордону. Деякі з них сиділи в темницях вже десятиліттями.
В цей же час у Шотландії почалося повстання лордів-протестантів проти французьких регентів. Офіційна релігія була змінена, після чого всі паризькі управлінці спішно покинули країну.

### Початок релігійних війн
Брати Гізи були фанатичними католиками. Саме вони стали ініціаторами нової хвилі репресій проти протестантів, які жили у Франції. Франциск II не заперечував проти цих дій дядьків своєї дружини. Гугенотів переслідували, нерідко вдаючись до масових страт. Місця їхніх зібрань і зборів руйнували, немов це були чумні бараки.
Діям католиків опиралася протестантська партія, яка також мала своїх лідерів при королівському дворі. Це були далекі родичі правителя Антуана Бурбонського (короля маленької гірської Наварри) і Людовика Конде. Їх ще називали «принцами крові» (тобто вони були представниками династії Капетингів, які передували династії Валуа).

### Амбуазька змова

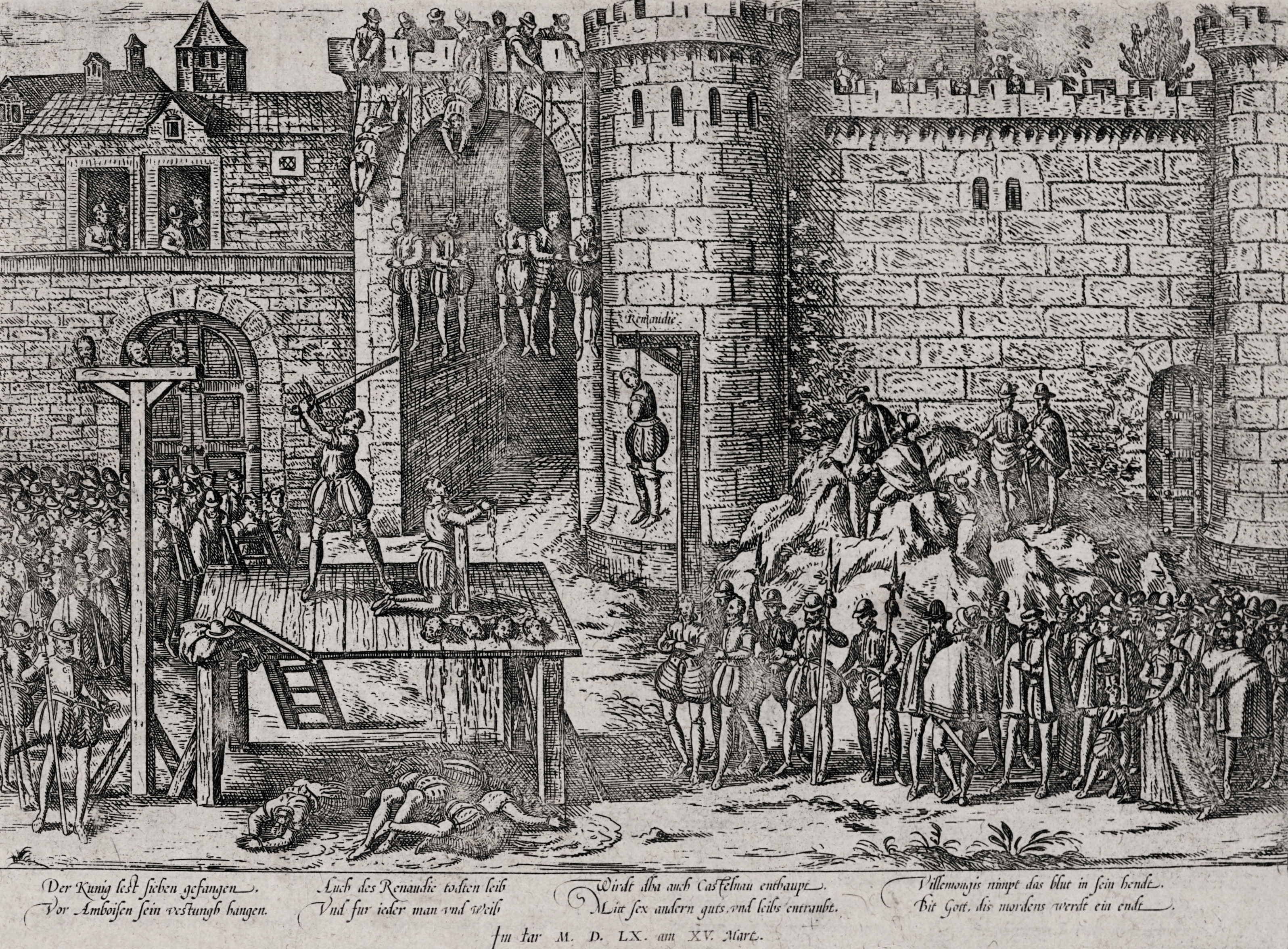
страта змовників в замку Амбуаз

У березні 1560 року гугеноти у відповідь на дії католиків влаштували Амбуазьку змову. Це була спроба захопити Франциска в полон і змусити його віддалити від себе братів Гізів. Однак про плани стало завчасно відомо, і королівський двір сховався в Амбаузі — місті, що стоїть на Луарі і є серцем всієї Франції. Проте змовники вирішили ризикнути. Їх спроба провалилася, змовники були перебиті вартою.
Це послужило приводом для хвилі гонінь на протестантів. Їх стратили практично без суду. Антуан де Бурбон і Людовик Конде також були заарештовані та звинувачені в організації змови. Їх врятувало тільки те, що за них заступилася мати короля Катерина Медічі у грудні 1560 року. Вона, як і багато аристократів за її спиною, була помірною у релігійному питанні і намагалася досягти компромісу між католиками і гугенотами.

### Політика примирення
Після такого напруження пристрастей релігійна політика стала м'якішою, що підтримав Франциск II. Правління його ознаменувався тим, що були відпущені всі ув'язнені за віросповіданням. З часів Генріха II це було перше послаблення. У травні 1560 року було видано відповідний едикт, який підписав Франциск II. Герцог Бретані (це один з його численних титулів) вперше заговорив про свободу совісті.
У квітні королева-мати оголосила канцлером Франції Мішеля де Опиталя. Він був відомим державним службовцем, поетом і гуманістом епохи. Письменник видавав вірші латиною, в яких слідував античному Горацію. Його батько колись служив Шарлю де Бурбону. Толерантний Мішель почав проводити політику терпимості. Для діалогу між ворогуючими конфесіями були скликані Генеральні штати (вперше за 67 років). Незабаром був прийнятий указ, який склав де Опиталь. Він скасовував смертну кару за обвинуваченням у злочині проти релігії.

## Смерть

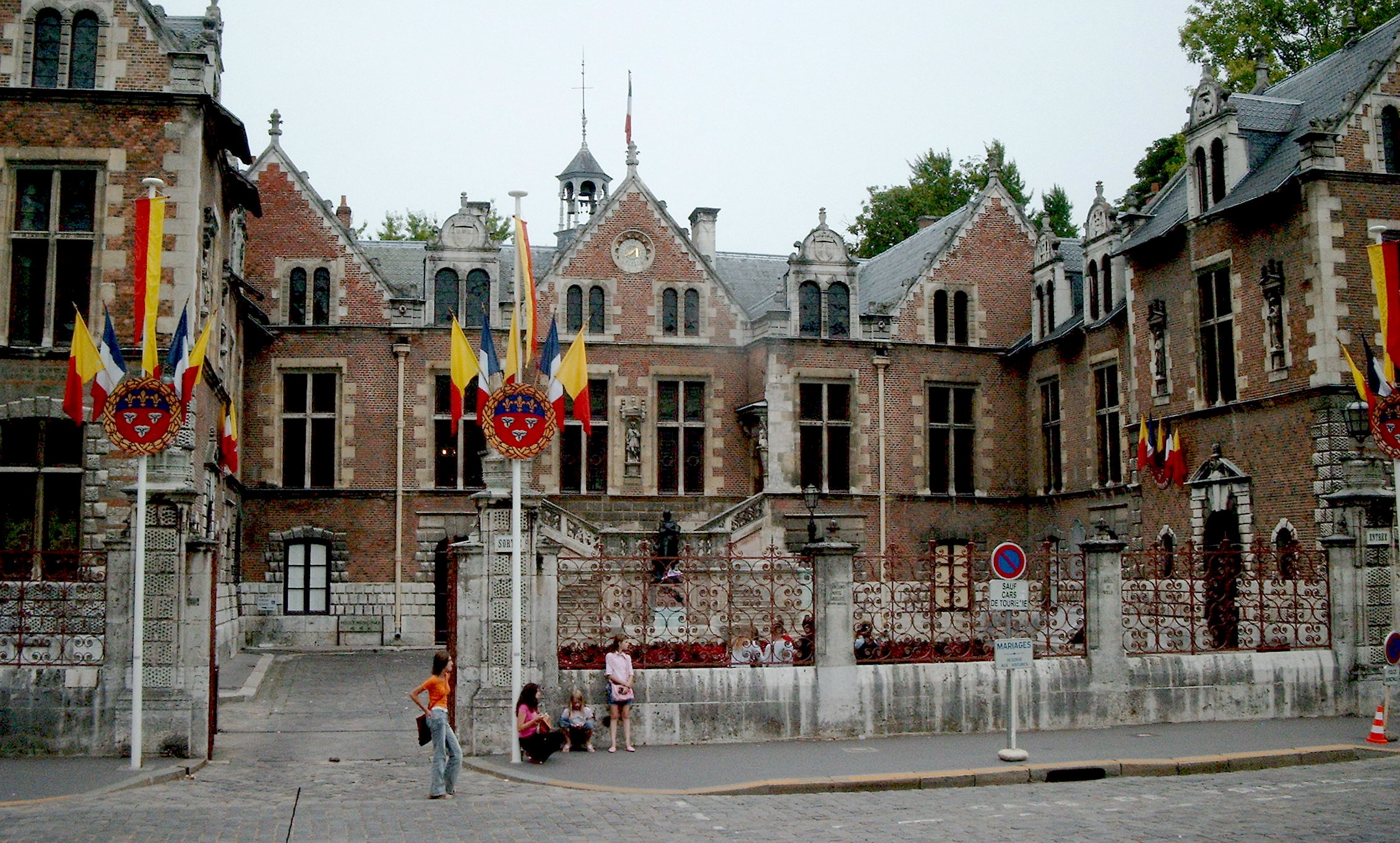
Готель Грослот, місце смерті Франциска ІІ

Франциск ІІ не відзначався міцним здоров'ям. Є думки, що він страждав на туберкульоз. Наприкінці 1560 року у вусі в нього раптово утворився абсцес, що послужив причиною виникнення гнійного менінгіту. 5 грудня 1560 року 16-річний монарх від цього помер в Орлеані. На престол зійшов наступний син Генріха II — Карл IX.
Дружина Франциска Марія Стюарт повернулася до себе на батьківщину, де до того часу перемогли протестанти. Їх фракція зажадала від юної королеви розриву з Римською церквою. Королеві вдавалося лавирувати між двома сторонами конфлікту, доки вона не була позбавлена престолу в 1567 році, після чого втекла в Англію. Там вона перебувала в ув'язненні у Єлизавети Тюдор. Шотландка вела необережне листування з католицьким агентом, в якому вона обговорювала замах на англійську королеву. Ці листи потрапили до Єлизавети, внаслідок чого Марію Стюарт стратили в 1587 році у віці 44 років.

## Родина
Дружина — Марія I Стюарт, королева Шотландії з 1560 до 1567
Діти: не було